# Kraft Foods
Kraft Foods Inc. fue una empresa productora de alimentos de consumo que cotiza en la bolsa de Nueva York. La empresa es oriunda de Northfield, Illinois, Estados Unidos, un suburbio de Chicago.
Actualmente, Kraft opera en más de 155 países. En 2007, Kraft Foods, se escindió del Grupo Altria, tenedor principal de la empresa tabacalera Philip Morris. En 2012 Kraft Foods Inc. fue dividida en dos compañías individuales, Kraft Foods Group y Mondelēz International Inc. La compañía de snack, Mondelēz International es reconocida legalmente como la sucesora de Kraft, mientras que la compañía de comestibles o abarrotes fue nombrada Kraft Foods Group, posteriormente integrada en Kraft Heinz.

## Historia
Se cuenta que su fundador James L. Kraft inicialmente vendía quesos hechos por su familia en una carreta.
Al cabo del tiempo estaría en todo Estados Unidos y tendría presencia mundial. En el año 2001, Kraft adquirió el total de las acciones de Nabisco, empresa dedicada a la fabricación de galletas y bizcochos. Hacia finales de 2009, Kraft hizo una oferta pública para adquirir la totalidad de las acciones de la empresa de confitería británica Cadbury. El consejo de Cadbury aprobó por mayoría el 19 de enero la oferta de Kraft, sugiriendo a los accionistas vender sus acciones a Kraft. El 2 de febrero de 2010 es la fecha límite para completar la transacción.

### Reestructuración Internacional
Kraft comenzó un proceso importante de reestructuración en enero de 2004, después de un año de ventas pobres (en gran parte a causa de la creciente tendencia de los estadounidenses a buscar una alimentación sana y cuidar su salud). La compañía anunció el cierre de 19 instalaciones de la empresa por todo el mundo y la reducción de 5500 puestos de trabajo, así como la venta del 10% de sus productos calificados. Se estima que los directivos de Kraft reduzcan la plantilla en 8000 puestos de trabajo, el 8% de su mano de obra. Las marcas de Kraft fueron vendidas a varias compañías después de su fusión con Nabisco; la compañía vendió su negocio del azúcar y su negocio de alimentos para animales domésticos bajo la marca Milk-Bone a Del Monte Foods.

## Controversias

### Contaminación en Massachusetts
En 1992, la fábrica de gelatina en la zona atlántica de Woburn, Massachusetts, proveedora a Kraft de este producto, obtuvo quejas de los vecinos por olores nocivos, lanzamientos de basura tóxica en el puerto de Boston, y política de secreto corporativo. A causa de esta erupción de quejas locales, la fábrica de Massachusetts invitó a los representantes ambientales Paul Casey y Carol Donovan a la planta. Sin embargo, a estos se les impidió ir más allá de la sala de conferencias. Las constantes peticiones de una visita a la planta por parte de los periodistas fueron rechazadas. 
En 1993 la planta fue sancionada con una multa $250.000 por violar el Acta de Aire Limpio de 1970.

## Productos
Los negocios de base de Kraft están en la bebida, el queso, los lácteos, las salsas, los untables, los snacks, la confitería y los cereales.

## Marcas
Entre las marcas de Kraft Foods destacan:
- Nabob